# Literatura de invasión

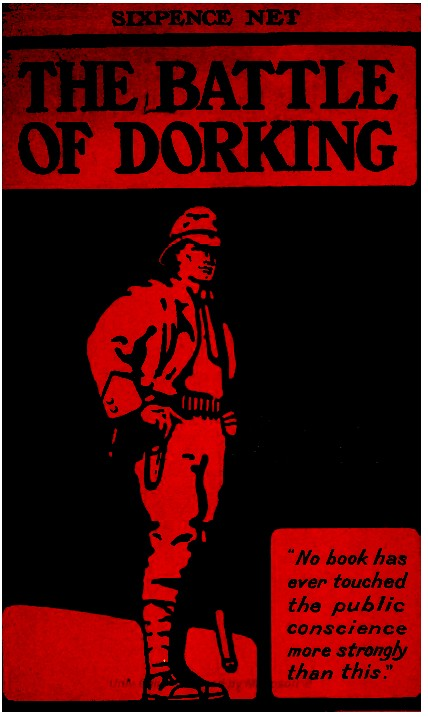
La Batalla de Dorking (1871) provocó la fiebre de la literatura de invasión. Portada de la edición de 1914.

Literatura de invasión (o novela de invasión) es un género literario que floreció entre 1871 y la Primera Guerra Mundial (1914) pero aún practicado hoy en día. El género se inaugura en 1871 con La Batalla de Dorking, que narra una ficticia invasión de Inglaterra por Alemania. Este cuento se hizo muy popular e inició un género que trata sobre invasiones hipotéticas por potencias extranjeras. En 1914 el género ya había amasado un corpus de 400 obras, muchas publicadas a nivel internacional. El género influyó en Gran Bretaña a nivel político y sociológico.

## Pre-"Dorking"
Casi un siglo antes de la publicación de La Batalla de Dorking, hubo un antecedente de la literatura de invasión en algunos poemas y obras de teatro en las que Inglaterra era invadida por un ejército de globos de aire caliente. Aun así, no fue hasta que los Prusianos utilizaron tecnologías como la nueva artillería y los ferrocarriles para ganar la guerra franco-prusiana cuando el miedo a una invasión por un enemigo tecnológicamente superior se convirtió en algo muy real.

## En Europa
La Batalla de Dorking (1871) por George Tomkyns Chesney apareció en Blackwood Magazine, una respetada revista victoriana leída por los políticos británicos. Este cuento describe la invasión de Inglaterra por un enemigo anónimo (pero que habla alemán). El narrador y 1,000 ciudadanos se ven obligados a defender la pequeña ciudad de Dorking, sin suministros o noticias exteriores. La historia entonces avanza 50 años en el futuro: Inglaterra está devastada.
El autor, como muchos ingleses, está alarmado por el poder que Prusia ha demostrado derrotando a Francia, el ejército más grande de Europa, en solo dos meses. La Batalla de Dorking fue pensada para que los lectores fuesen conscientes del peligro de una amenaza extranjera, pero sin proponérselo creó un nuevo género literario que apela a los miedos profundos de la sociedad. La historia fue un éxito inmediato.  La revista la volvió a editar seis veces y se leyó en todo el Imperio británico. Un chiste en Inglaterra atribuye un moratón o arañazo a que uno fue herido en la batalla de Dorking.
Entre la publicación de La Batalla de Dorking en 1871 y el inicio de la Primera Guerra Mundial en 1914 hubo centenares de autores que escribieron literatura de invasión, a menudo coronando las listas de ventas en Alemania, Francia, Inglaterra y los Estados Unidos. Durante el periodo se estima que fueron publicadas 400 obras, pero la más famosa es la de H. G. Wells titulada La Guerra de los Mundos (1898), con un argumento semejante a La Batalla de Dorking pero con un tema de ciencia ficción. Más adelante, en 1907, Wells escribió La Guerra en el Aire, un cuento que describe una guerra entre Alemania y EE.UU que hunde a todo el planeta en una nueva Edad Media. 
Drácula (1897) también toca el miedo británico a las fuerzas extranjeras (esta vez sobrenaturales) que llegan a su costa.
Entre 1870 y 1903 la mayoría de estos enemigos eran franceses, pero tras la publicación de la novela de Erskine Childers de 1903 The Riddle of the Sands. A menudo llamada la primera novela de espías moderna, cuenta como dos hombres de vacaciones en su barco descubren que se está preparando una invasión alemana de Inglaterra. 
William Le Queux fue el autor más prolífico del género; su primera novela fue La Gran Guerra en Inglaterra en 1897 (1894) y publicó decenas de novelas hasta su muerte en 1927. Su trabajo era publicado en el Daily Mail, y entre sus seguidores se cuenta Ian Fleming, el creador de James Bond. La Gran Guerra es una versión mucho más triunfalista y fantasiosa que La Batalla de Dorking, ya que en la obra de Le Queux Londres se salva con la ayuda de Alemania, retratada aquí como una aliada contra Francia y Rusia. Tras la guerra Gran Bretaña se anexiona Argelia y Asia Central; "Britannia" se convierte en "Emperatriz Mundial").
La novela más popular de Le Queux fue The invasion of 1910, traducida a veintisiete lenguas, que vendió más de un millón de copias. Le Queux y su editor hicieron trampa al cambiar el final según el país, en la edición alemana ellos ganan, mientras que en la edición inglesa los alemanes pierden. Le Queux fue el autor favorito de la reina Alexandra de Dinamarca.
P. G. Wodehouse parodió el género en The Swoop!, en el que Inglaterra es invadida simultáneamente por nueve ejércitos diferentes, incluyendo Suiza y Alemania. Las élites inglesas no hacen nada al estar más interesadas en un torneo de críquet, y el país es finalmente salvado por un chico scout.

## En Asia
La literatura de invasión tuvo su impacto también en Japón, en un tiempo en que experimentaba un proceso de modernización. Shunro Oshikawa, un pionero de la ciencia ficción japonesa, publicó a inicios del siglo XX Kaitō Bōconocimiento Kidan: Kaitei Gunkan ("Undersea Acorazado"): la historia de un moderno submarino implicado en una futura guerra entre Japón y Rusia. La novela reflejó las ambiciones imperialistas de Japón y profetizó la Guerra ruso-japonesa que estalló unos cuantos años más tarde, en 1904. Cuándo la guerra real con Rusia comenzó, Oshikawa la cubrió como periodista mientras continuaba publicando volúmenes que describen las proezas imperiales japonesas en el Pacífico y océano Índico.
En Hong Kong se publicó en 1897 La Puerta Posterior, que describe un ataque francés y ruso en la bahía de Hong Kong; la historia criticaba la carencia de financiación británica para la defensa de Hong Kong, y se cree que en la Segunda Guerra Mundial los miembros del Ejército japonés Imperial leyeron el libro como preparación para la Batalla de Hong Kong.

## En los EE.UU.
Una de las historias más tempranas fue “The Stricken Nation” por Henry Grattan Donnelly publicada en 1890 en Nueva York. Cuenta una triunfante invasión británica de los EE. UU. El movimiento de opinión pública americana hacia la participación en la Primera Guerra Mundial estuvo reflejada en La Invasión de los Estados Unidos (1916) por H. Irving Hancock, una serie de cuatro libros que describe una invasión alemana de los EE. UU. y el argumento es similar al de La Gran Guerra: los alemanes lanzan un ataque sorpresa, capturan Boston pese a la heroica resistencia de "los chicos de Tío Sam", ocupan Nueva York y llegan hasta Pittsburgh, pero finalmente son gloriosamente aplastados.

## En Australia
La contribución de Australia a la literatura de invasión se nutre del miedo al "Peligro Amarillo" y la política de Australia Blanca. Desde 1880 al principio de la Primera Guerra Mundial, este miedo estuvo expresado en Australia a través de historietas, poemas y novelas. Tres de las más conocidas fueron White or Yellow? A story of the Race War of AD 1908 (1888) por el periodista William Lane, The Yellow Wave (1895) por Kenneth Mackay y The Australian Crisis (1909) por Charles H. Kirmess (posiblemente un seudónimo de Frank Fox). Cada una de estas novelas contiene dos temores presentes dentro del contexto australiano contemporáneo: 1) el continente australiano está en riesgo de invasión por un poder asiático fuerte (es decir China o Japón) y 2) Gran Bretaña no se interesa por la protección de sus colonias, y no prestará ayuda si Australia la necesita.

## Después de la Primera Guerra Mundial
Tras la Revolución rusa el miedo al comunismo se refleja en la obra de Edgar Rice Burroughs Los Hombres de la Luna (1925), una representación de los Estados Unidos bajo el yugo de crueles invasores de la Luna. Este se iba a titular Bajo la Bandera Roja, y era una novela que alertaba de los peligros del comunismo, pero cuándo fue rehusada por los editores se "recicló" en una exitosa obra de ciencia ficción.
Robert A. Heinlein publicó Sexta Columna (1941) contando la invasión y conquista de los Estados Unidos por la muy tecnológicamente adelantada liga PanAsiática.

## Después de la Segunda Guerra Mundial
Los miedos a una invasión Comunista se hicieron aún más pronunciados en libros como el de Robert A. Heinlein The Puppet Masters (1951) y el de Jerry Sohl titulado Point Ultimate (1955) donde Estados Unidos sufre bajo una cruel ocupación soviética. Tema similar al de películas y series de la década de los 80 como Amanecer Rojo (1984) y Amerika (1987).
En 1971, cuando la guerra de Vietnam conmocionaba a América aparecen dos libros, ambos describiendo unos Estados Unidos bajo ocupación soviética. En Vandenberg por Oliver Lange, la mayoría de americanos aceptan a sus amos soviéticos sin mucha protesta y la única resistencia proviene de un grupo de marginados de Nuevo México. En contraste, El Primer Equipo, de John Ball el país es liberado con mucha suerte por un grupo de patriotas. Amerika, la miniserie de televisión, se estrenó en 1987 cuándo ya se había iniciado la perestroika haciendo el tema poco plausible.
Tomorrow Series por John Marsden, publicada entre 1993 y 1999, y llevada al cine bajo el título de Tomorrow, When the War Began detalla una invasión de Australia por un país asiático desde la perspectiva de una guerrilla adolescente.

## Impacto político
Las historias de una posible invasión alemana hicieron que en 1906 centenares de ciudadanos normales empezaran a sospechar de extranjeros como espías. Esta tendencia estuvo acentuada por Le Queux, quién animó as sus lectores a la búsqueda de espías. El número de espías alemanes se creía entre 60,000 y 300,000 (a pesar de que la comunidad alemana en Gran Bretaña no era de más de 44,000 personas). 
La presión de la opinión pudo ser uno de los factores para la creación en 1909 de la Agencia de Servicio Secreta, más tarde conocida como MI6. Se dice que Vernon Kell, el jefe de la agencia, estaba obsesionado con los espías saboteadores imaginados por Le Queux.
El Primer ministro británico  Henry Campbell-Bannerman denunció a Le Queux y a su novela La Invasión de 1910 "calculada para inflamar la opinión pública y alarmar a los más ignorantes." El periodista Charles Lowe escribió en 1910: "Entre todas las causas que contribuyen a la hostilidad entre Inglaterra y Alemania quizás la más potente esa vanidosa ralea de escritores sin escrúpulos que siempre están afirmando que los alemanes esperan una oportunidad para atacarnos."

## Ejemplos

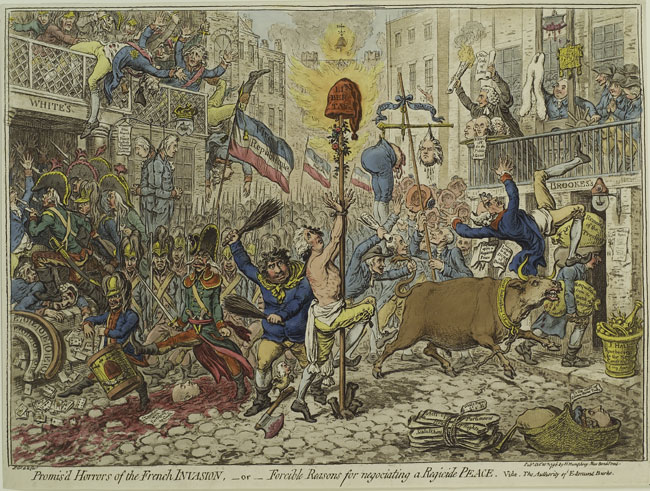
Horrores de una Invasión francesa, según una historieta de James Gillray

### Pre-Primera Guerra Mundial
- The Battle of Dorking (1871), George Tomkyns Chesney
- A Catástrofe (c.1878), José Maria Eça de Queiroz
- La Guerre de demain (1888), Émile Driant
- The Germ Growers (1892), Robert Potter
- The Captain of the Mary Rose (1894), William Laird Clowes
- The Great War in England in 1897 (1894), William Le Queux
- The Yellow Wave (1897), Kenneth Mackay
- The War of the Worlds (1898), H. G. Wells
- The Riddle of the Sands (1903), Erskine Childers
- The Invasion of 1910 (1906), William Le Queux
- The Australian Crisis (1907), C. H. Kirmess
- Spies of the Kaiser (1909), William Le Queux
- When William Came (1913), Saki
- The Fall of a Nation (1916), Thomas Dixon Jr.
- Before Armageddon: An Anthology of Victorian and Edwardian Imaginative Fiction Published Before 1914 edited by Michael Moorcock (1975)
- England Invaded (1977), a collection of six popular Invasion Literature stories edited by Michael Moorcock published in 1977.

### Tras la Primera Guerra Mundial
- The Third World War: August 1985 (1978) and The Third World War: The Untold Story (1982) by General Sir John Hackett
- The Survivalist series (1981–1993), Jerry Ahern
- Tomorrow series (1993–1999), John Marsden
- The Ashes series (1983–2003), William W. Johnstone